# Stari Dvor
Stari Dvor is een plaats in Slovenië en maakt deel uit van de gemeente Radeče in de NUTS-3-regio Savinjska. De plaats telde 57 inwoners op 1 januari 2020.